# Danny Mesaroš
Danny Mesaroš (* 18. července 1990 Ingolstadt) je český herec.
Jeho první filmovou rolí byl Petr ve filmu Účastníci zájezdu, ztvárnil rovněž jednu z hlavních rolí ve filmu Ať žijí rytíři. Dále účinkoval v seriálech Ulice a Horákovi a vystupoval i v reklamách, např. na značky Coca-Cola, Nintendo, Motorola či Mercedes-Benz. Jeho sestrou je modelka Dominika Mesarošová.